# Teljes indukció

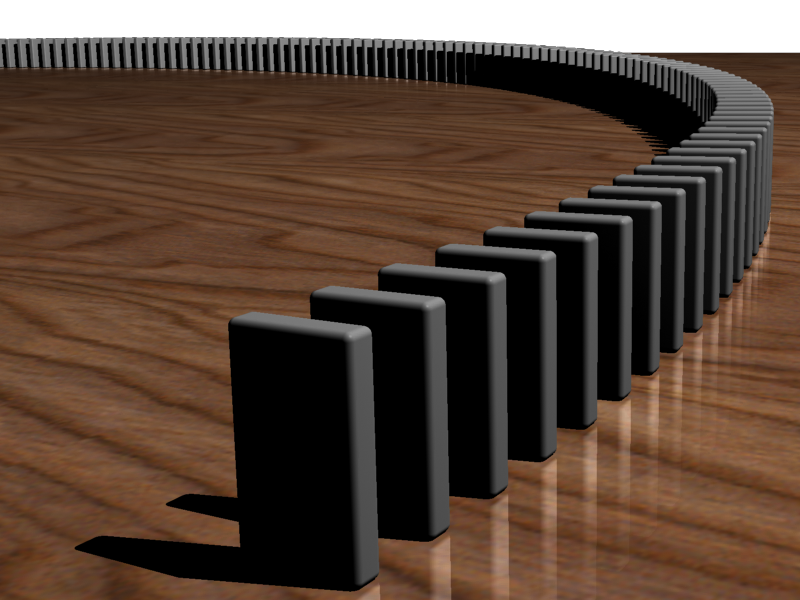
A teljes indukció módszere a dominóeffektusra hasonlít.

A teljes indukció (ritkábban: matematikai indukció) a matematika egyik legfontosabb és leggyakrabban használt bizonyítási módszere a természetes számok körében. A teljes indukció elve a következő: Ha egy tulajdonság igaz egy n0 kezdeti értékre (általában n=0-ra vagy n=1-re), továbbá ez a tulajdonság olyan természetű, hogy öröklődik a természetes számok rákövetkezése során (tehát n-ről n+1-re), akkor n0-tól kezdődően ezzel a tulajdonsággal minden természetes szám rendelkezik.
A módszer neve félrevezető, valójában nem általánosításról, hanem a matematika szabályai szerinti bizonyításról van szó, azaz a teljes indukció – mint minden más matematikailag helyes módszer – tulajdonképpen dedukció.
A módszer segítségével egyszerre megszámlálhatóan végtelen sok állítást lehet bizonyítani. A végtelen sok állítást sorba rendezzük, majd az így kapott sorozat első állítását igazoljuk (kezdőlépés). Ezután következik a teljes indukció „lelke”, az indukciós lépés. Ez annak az állításnak a bizonyítását jelenti, hogy az n-edik állítás implikálja az n+1-edik állítást, azaz ha feltesszük, hogy az n-edik állítás igaz, akkor abból következik az n+1-edik állítás igazsága is. Az első állítás igazsága és az indukciós lépés együtt már az összes állítás igazságát bizonyítja.
A teljes indukció nagyobb számosságokra való általánosítása a transzfinit indukció.
A teljes indukció első írásos emléke 1575-ből származik. Ekkor bizonyította Francesco Maurolico Arithmeticorum libri fuo című művében, hogy az első n pozitív páratlan szám összege n2.

## Példa
A Maurolico által bizonyított állítás, vagyis hogy az első n pozitív páratlan szám összege éppen n2, képlet formájában:
{\displaystyle \sum _{i=1}^{n}2i-1=n^{2}}, vagy másképp {\displaystyle 1+3+\dots +(2n-1)=n^{2}}.
Ezt az állítást minden pozitív egész n-re be kell látnunk.
Az első lépés, hogy ellenőrizzük az állítást {\displaystyle n=1}-re. Ekkor a bal oldalon mindössze az 1 áll, a jobb oldalon pedig 12, vagyis igaz az állítás, hiszen {\displaystyle 1=1^{2}}.
A második lépés az indukciós lépés. Tegyük fel tehát, hogy az állítás igaz {\displaystyle n=k}-ra. Ez azt jelenti, hogy {\displaystyle \sum _{i=1}^{k}2i-1=1+3+\dots +(2k-1)=k^{2}}.
Be kellene látni, hogy ekkor az állítás teljesül {\displaystyle n=k+1}-re is, azaz {\displaystyle \sum _{i=1}^{k+1}2i-1=1+3+\dots +(2k-1)+(2k+1)=(k+1)^{2}}.
Az {\displaystyle n=k+1} esetén bal oldalon álló összeg a feltevés alapján:
{\displaystyle \left[1+3+\dots +(2k-1)\right]+(2k+1)=k^{2}+(2k+1)=k^{2}+2k+1=(k+1)^{2}}.
Vagyis az állítás valóban teljesül {\displaystyle n=k+1}-re.
Ezzel a bizonyítást befejeztük, ugyanis a kezdőlépés és az indukciós lépés alapján a {\displaystyle \sum _{i=1}^{n}2i-1=n^{2}} állítás igaz minden pozitív egész n esetén.